# 이리북중학교
이리북중학교(裡里北中學校)는 대한민국 전북특별자치도 익산시 신동에 있는 공립 중학교이다.

## 학교 연혁
- 1985년 1월 23일 : 이리북중학교 설립 승인(24학급)
- 1985년 3월 4일 : 1985학년도 신입생 입학
- 1985년 10월 2일 : 개교기념일
- 1986년 2월 5일 : 특수학급 설립 인가
- 2024년 1월 5일 : 제37회 졸업생 141명(총 13,187명)
- 2024년 3월 1일 : 제17대 이래환 교장 부임

## 참고 자료
- 이리북중학교 - 한국교육학술정보원 학교알리미